# Imbrasia mirei
Imbrasia mirei är en fjärilsart som beskrevs av Philippe Darge 1973. Imbrasia mirei ingår i släktet Imbrasia och familjen påfågelsspinnare. Inga underarter finns listade i Catalogue of Life.